# Teodomir (rei ostrogot)
Teodomir (gòtic: Þiudamers)  (Pannònia, valor desconegut - Cirros, 474) o Thiudimir va ser, segons Jordanes, un líder ostrogot de la dinastia dels Amals, que va regnar al costat dels seus germans Videmir i Valamir. L'any 451, va participar amb els seus parents, al costat d'Àtila,  (r. 434-453) a la decisiva batalla dels Campos Catalàunics i el 454 va derrotar els seus successors a la batalla de Nedao. Es va assentar amb la seva família a la Pannònia, amb el vistiplau de l'emperador d'Orient Marcià (r. 450-457) i allí es va dividir el domini sobre els ostrogots amb els seus germans.
Els anys següents va entrar en conflicte amb l'Imperi  i va derrotar un grup de sueus dirigits per Hunimund. El 465, els ostrogots es van enfrontar a una invasió estira i va ser aclamat rei amb la mort de Valamir. Cap a l'any 469, un exèrcit conjunt de bàrbars i romans va atacar els ostrogots de la Pannònia, Teodomir en va sortir victoriós. L'any 473 va envair els dominis imperials, al costat del seu fill, el futur Teodoric el Gran, (r. 474-526), i va morir l'any següent.

## Biografia

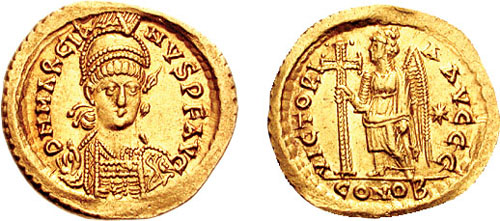
Sòlid de l'emperador Marcià (r. 450-457)

Teodomir era un arià fill de l'Amal Vandalari, fill del rei Vinitàri (r. 375-376), i germà de Videmir i Valamir. Va tenir amb la seva esposa catòlica Erelieva una filla anomenada Amalafrida, que es va casar amb el rei vàndal Trasamund (r. 496-523), i dos fills anomenats Teodimund i Teodoric. El 451, va liderar al costat dels seus germans els contingents ostrogots de l'exèrcit d'Àtila, durant la batalla dels Camps Catalàunics, i el 454, amb la mort d'Àtila, va lluitar amb els seus germans, amb èxit, contra els successors d'aquest a la batalla de Nedao.
El mateix any es va assentar amb els seus parents a la Pannònia, amb el vistiplau de l'emperador Marcià (r. 450-457), on van organitzar el Regne Ostrogot de la Pannònia en tres districtes, cada un d'ells controlat per un dels germans, mentre que Valamir era qui ostentava el títol regi. Teodomir va mantenir control dels gots del llac Balaton, el que per a Herwig Wolfram correspondria el centre-sud de Somogy i el nord-est de Croàcia. Entre els anys 459 i 461/462, Teodomir va participar en els conflictes amb els imperials sobre el no-pagament del subsidi anual als gots i amb la conclusió de les hostilitats el 461/462, el seu fill Teodoric va ser enviat per a Constantinoble com ostatge. Més endavant, Teodomir va derrotar un grup de sueus invasors i va capturar el rei d'ells Hunimund, que va ser adoptat segons l'estil germànic i alliberat. Malgrat això, després del seu alliberament, Hunimund va incitar als estirs contra els ostrogots, vora el 465, conflicte que va costar la vida de Valamir.

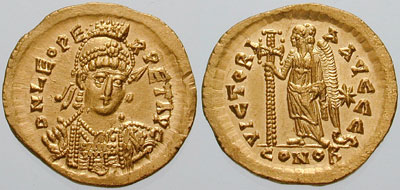
Sòlid de l'emperador Lleó I, el Traci (r. 457-474)

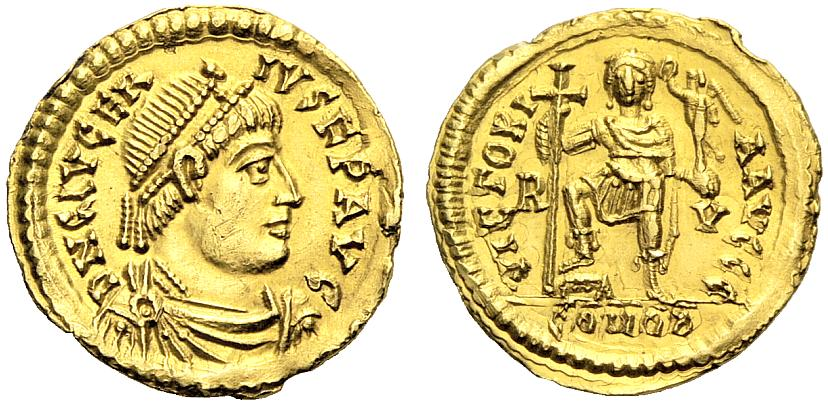
Sòlid de Gliceri (r. 473-474)

Un cop mort Valamir, Teodomir va ser aclamat rei. Per a consolidar el seu poder, va haver d'enfrontar-se a un exèrcit bàrbar (estirs, rugis, gèpides, etc.) liderat pels reis Hunimund, Alaric, Beuca, Babas, Edeko i Onulf i recolzat per tropes romanes. Lleó I va preferir recolzar els rivals de Teodomir a causa de la seva rivalitat amb l'oficial de la cort Aspar. La batalla de Bolia es va produir cap al 469/470, i va acabar amb una victòria goda que va establir la seva predominança al curs mitjà del Danubi. Segons l'historiador Hyun Jin Kim, tanmateix, és plausible que els ostrogots hagi perdut aquesta batalla. En resposta a l'atac, Teodomir va organitzar una expedició contra els sueus i els seus aliats alamans, aconseguint una important victòria.
Cap a l'any 472, Teodoric va ser retornat al seu pare. El 473, tal vegada a causa de manca de recursos, Teodomir va enviar el seu germà Videmir en una expedició contra l'Itàlia de l'emperador romà occidental Gliceri (r. 473-474), mentre ell es va dirigir amb el seu fill contra l'Imperi d'Orient, motivats en part pels èxits del rei dels Ostrogots de Tràcia, Teodoric Estrabó. Allí, van atacar la prefectura del pretori de la Il·líria i va capturar Dirraquium i Naissus, abans de prosseguir en direcció a Tessalònica. Abans d'atacar la ciutat, va negociar amb el patrici Hilarià i es va acordar una treva, segons la qual els ostrogots serien establerts a ciutats de Macedònia. La ciutat de Cirro es va convertir en la nova capital de l'Estat federat de Teodomir; els autors de la Prosopografia de l'Imperi Romà Tardà sospiten que aquesta negociació relatada per Jordanes sigui una confusió amb l'ambaixada de 479 enviada per a Teodoric. Cap al 474/475, Teodomir va morir, el va succeir el seu fill Teodoric com a rei dels ostrogots de la Pannònia. No seria fins a l'any 483/484 que aquest seria proclamat rei dels ostrogots al absorbir als ostrogots de la Tràcia, al assassinar el seu rei Recítac.